# Кольська затока
Кольська затока (рос. Кольский залив) — вузька затока-фіорд Баренцового моря на півночі Кольського півострова. Поряд із Західною Ліцею, губою Ура та губою Печенгою є однією з найбільших заток північного узбережжя Мурманської області Російської Федерації. Затока має довжину близько 57 км, ширину 1—7 км. Глибина біля входу 200—300 м. Припливи півдобові, їх величина до 4 м. У затоку впадають річки Тулома і Кола. Взимку замерзає біля берегів. У Кольській затоці — незамерзаючий порт Мурманськ. Східний берег затоки гористий, переважно обривистий, західний більш пологий. Ґрунт кам'янистий. Взимку в південній частині затоки біля берегів утворюється лід.

## Походження назви
Кольська затока отримала назву від стародавнього російського поселення Кола, що існувала на берегах фіорду в XI—XII століттях. Частково описана лейтенантом Вінковим у 1741 році. Більш докладний опис всієї затоки був проведений у 1826 році гідрографічною експедицією під командуванням лейтенанта Рейнеке Михайла Францовича.